# Bulbul gorjagroc meridional
El bulbul gorjagroc meridional (Atimastillas flavicollis flavigula; syn: Atimastillas flavigula) és un tàxon d'ocell de la família dels picnonòtids (Pycnonotidae). Es troba a l'Àfrica central. Els seus hàbitats principals són els boscos tropicals i subtropicals de frondoses humits de les terres baixes, la sabana seca, els matollars secs i els humids tropicals i subtropicals, les zones humides, així com les terres llaurades, les plantacions i els jardins rurals. El seu estat de conservació es considera de risc mínim.

## Taxonomia
Segons la llista mundial d'ocells del Congrés Ornitològic Internacional (versió 13.2, juliol 2023) aquest tàxon seria una subespècie del bulbul gorjagroc. Tanmateix, altres obres taxonòmiques, com el Handook of the Birds of the World i la quarta versió de la BirdLife International Checklist of the birds of the world (Desembre 2019), consideren que tindria la categoria d'espècie.